# Meridiano celeste

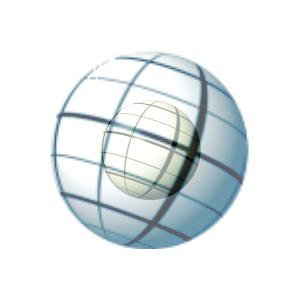
Ilustración del meridiano del lugar

El meridiano del lugar es un círculo máximo que pasa por el cenit y el polo norte. La intersección del plano meridiano (el plano en el que está contenido) y el plano del horizonte determina una línea sobre el plano horizontal llamada meridiana, su intersección con la esfera celeste determina los puntos cardinales norte y sur. Su perpendicular corta a la esfera celeste en los puntos cardinales este y oeste. El origen de los acimuts es el punto cardinal sur.
- Datos: Q2248868